# Fort Lawrence

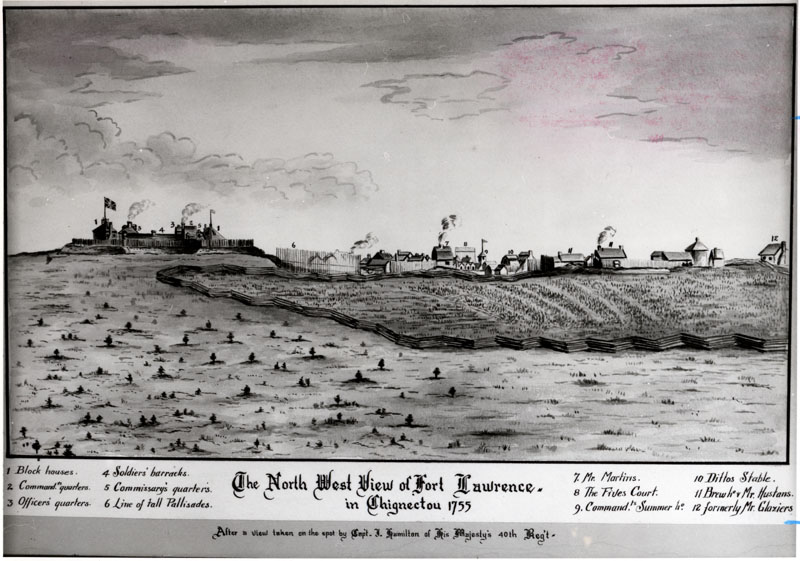
Gravure ancienne du fort Lawrence en 1755.

Le fort Lawrence était un fort britannique construit sur l'isthme de Chignectou pendant la guerre anglo-micmac. 
Il doit son nom à Charles Lawrence (1709-1760), officier de l'armée britannique.
Construit en 1750 à un emplacement stratégique, il a été abandonné en 1755 après la capture du fort Beauséjour par les Britanniques.
Il a été reconnu lieu historique national du Canada en 1923.

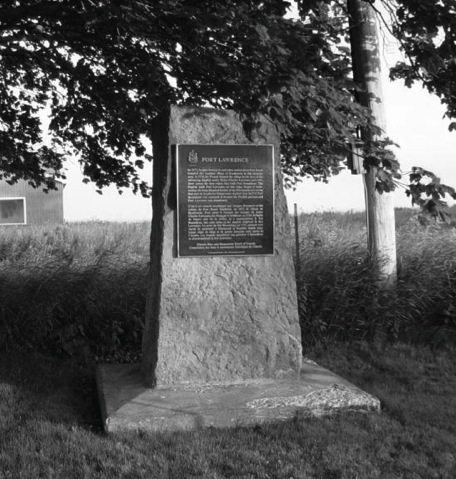
Plaque du fort.